# 偏翼亞口魚
偏翼亞口魚（學名：Catostomus latipinnis）為輻鰭魚綱鯉形目亞口魚科的其中一種，為溫帶淡水魚，分布於北美洲美國懷俄明州西南部至亞利桑那州南部的科羅拉多河流域，體呈圓柱形，前部較厚，後部較薄，口下位成吸盤狀，幼魚通常全身呈銀色，但成魚則呈現典型的淺灰色或棕褐色，體長可達56公分，棲息在岩石底質的中大型溪流，夜行性，以浮游生物、藻類、無脊椎動物、有機碎屑為食，繁殖季節在三月至七月。 